# つがる (巡視船・2代)
「つがる」（Tsugaru, PLH-02）は、海上保安庁のヘリコプター1機搭載型巡視船。つがる型巡視船のネームシップにあたる。船種記号は、当初は他の大型巡視船と同じPL（Patrol vessel Large）とされていたが、後にPLH（Patrol vessel Large with Helicopter）に変更された。また公称船型も、当初は単に「ヘリコプター搭載型」と称されていたが、2機搭載のみずほ型の出現によって「ヘリコプター1機搭載型」となった。

## 船歴

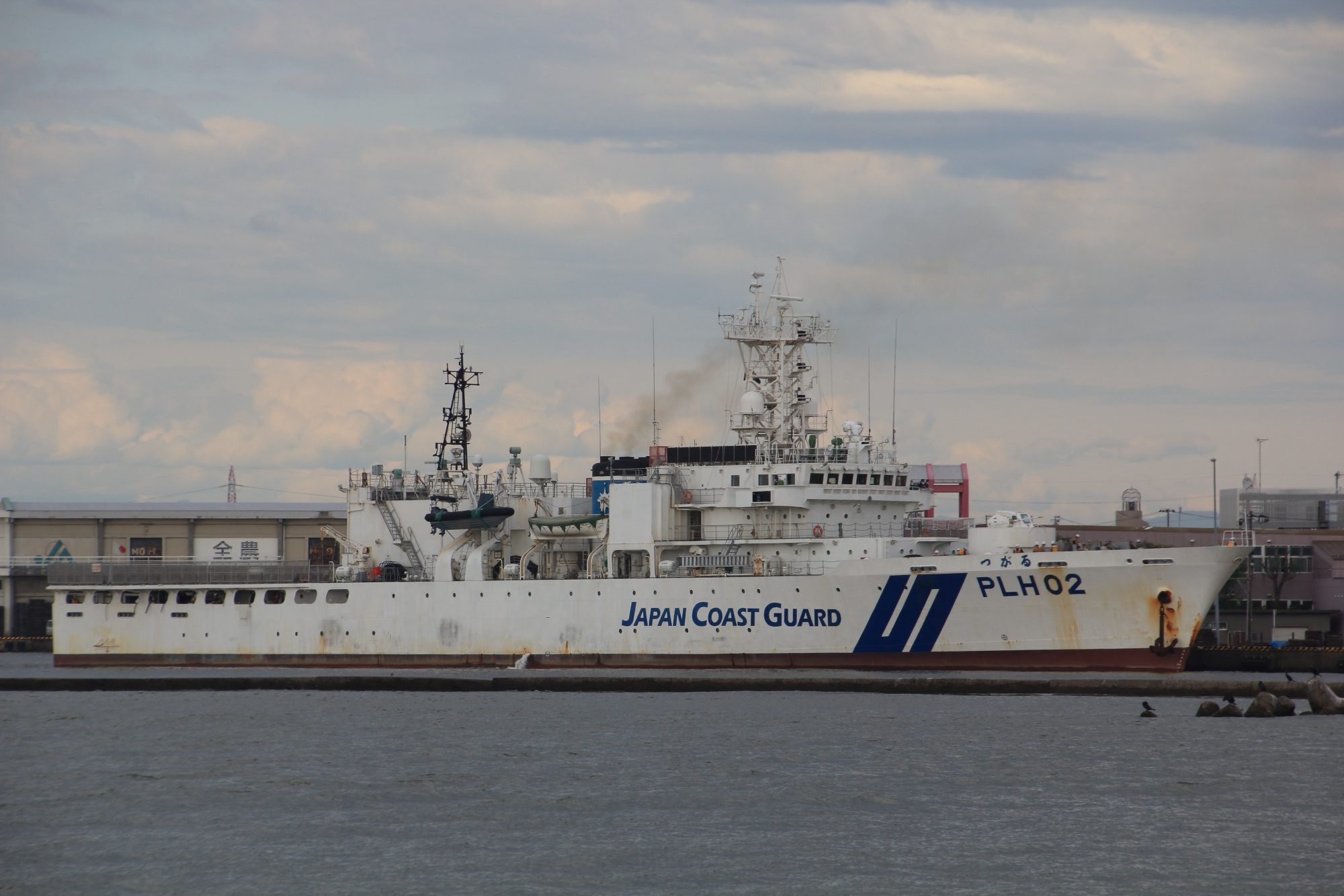
延命工事施工後の「つがる」

1979年4月17日に竣工し、函館海上保安部（第一管区）に配属された。その後、平成25年度補正予算で延命・機能向上工事費が認められ、2015年9月から2016年2月28日にかけて、ジャパンマリンユナイテッド因島工場で工事を受けた。その際に、主兵装であるボフォース 60口径40mm単装機関砲をエリコン 35mm単装機関砲へ換装している。

## 搭載機の変遷
| 機種               | 機番  | 愛称     | 配属期間                     |
| ------------------ | ----- | -------- | ---------------------------- |
| ベル 212           | MH538 | [ 注 2 ] | 1979年4月23日－1982年5月13日 |
| ベル 212           | MH564 | ユーカラ | 1982年5月13日－2014年3月31日 |
| ベル 212           | MH618 | ユーカラ | 2014年2月14日－2015年12月3日 |
| シコルスキー S-76D | MH919 | はいたか | 2016年－                     |